# Elefanta (viento)
El elefanta es un fuerte viento del sur o del sudeste que sopla en la costa Malabar de la India durante los meses de septiembre a octubre y marca el final del monzón del sudoeste.